# Collin Morikawa
Collin Morikawa, né le 6 février 1997 à Los Angeles, est un golfeur professionnel américain évoluant sur le PGA Tour et sur le Tour européen PGA. En 2020, il remporte son premier tournoi du Grand-Chelem en s'imposant avec deux coups d'avance sur l'anglais Paul Casey et l'americain Dustin Johnson lors du Championnat de la PGA 2020 sur le parcours du TPC Harding Park à San Francisco. Lors du dernier tour, joué dans un brouillard typique de la "Bay Area", sur le trou 16, un cours Par 4 de 307 metres, Morikawa realise certainement l'un des coups de cette année 2020 en attaquant le green avec son driver, il tue le tournoi en se mettant à 2m10 du trou, convertissant ensuite son putt pour Eagle pour passer à -13.
L'année suivante, lors de sa premiere participation, il remporte son second tournoi du Grand-Chelem avec une victoire lors de l'Open Britannique 2021 en 265 (−15) au Royal St George's Golf Club, 2 coups devant Jordan Spieth. 

## Carrière

### Carrière amateur
Durant ses quatre années en NCAA de 2015 à 2019 chez les Golden Bears de l'Université de Californie à Berkeley, Collin Morikawa remporte cinq victoires notamment le championnat 2019 de la conférence Pac-12 . Il s'impose également à 2 reprises en équipes sur la Arnold Palmer Cup, équivalent de la Ryder Cup chez les amateurs. En mai 2018 il prend la tête pendant trois semaines du classement mondial amateurs.

### Carrière professionnelle
Collin Morikawa fait ses débuts chez les professionnels en 2019 lors du RBC Canadian Open qu'il termine à la 14è place. Une 2è place sur le 3M Open et une 4è sur le John Deere Classic lui permettent d'obtenir un droit de jeu pour la saison 2020 du PGA Tour. Il signe ensuite sa première victoire chez les professionnels à l'occasion du Barracuda Championship.
Le 12 juillet 2020 il remporte une 2è victoire sur le PGA Tour en battant Justin Thomas en playoff sur le Workday Charity Open. 
Quelques semaines plus tard, il obtient sa plus grande victoire  avec un succès en Grand-Chelem sur le Championnat de la PGA à San Francisco.
En février 2021, il confirme sa place au plus haut niveau en gagnant le WGC-Workday Championship à Bradenton.

## Victoires professionnelles (5)

### Majeur (2)
| Numéro | Dates           | Tournoi               | Score           | Au par | Deuxième                   | Marge sur le deuxième |
| ------ | --------------- | --------------------- | --------------- | ------ | -------------------------- | --------------------- |
| 1      | 9 août 2020     | Championnat de la PGA | 69-68-65-64=267 | −13    | Dustin Johnson, Paul Casey | 2 coups               |
| 2      | 18 juillet 2021 | The Open Championship | 67-64-68-66     | -15    | Jordan spieth              | 2 coups               |

### PGA Tour (4)
| Numéro | Année           | Tournoi                  | Score           | Au par | Deuxième                                      | Marge sur le deuxième |
| ------ | --------------- | ------------------------ | --------------- | ------ | --------------------------------------------- | --------------------- |
| 1      | 28 juillet 2019 | Barracuda Championship   | 13-7-13-14=47   | 47     | Troy Merritt                                  | 3 points              |
| 2      | 12 juillet 2020 | Workday Charity Open     | 65-66-72-66=269 | −19    | Justin Thomas                                 | Playoff               |
| 3      | 9 août 2020     | Championnat de la PGA    | 69-68-65-64=267 | −13    | Dustin Johnson, Paul Casey                    | 2 coups               |
| 4      | 28 février 2021 | WGC-Workday Championship | 70-64-67-69=270 | −18    | Brooks Koepka, Viktor Hovland, Billy Horschel | 3 coups               |

Play-off sur le PGA Tour (1–1)
| Numéro | Dates | Tournoi                  | Adversaire(s) | Résultat                  |
| ------ | ----- | ------------------------ | ------------- | ------------------------- |
| 1      | 2020  | Charles Schwab Challenge | Daniel Berger | Berger gagne après 1 trou |
| 2      | 2020  | Workday Charity Open     | Justin Thomas | Victoire après 3 trous    |